# Lhota u Zlína
Lhota (deutsch Groß Lhotta) ist eine Gemeinde in Tschechien. Sie liegt acht Kilometer südwestlich von Zlín und gehört zum Okres Zlín.

## Geographie
Lhota befindet sich im Westen des Wisowitzer Berglandes auf einem Höhenzug zwischen den Tälern des Hlubocký potok und des Lhotský potok. Nordöstlich erhebt sich der Lhotský kopec (365 m), im Südosten der Losky (377 m), südlich der Vrchy (334 m) und im Südwesten der Komárovský vrch (354 m).
Nachbarorte sind Malenovice und Karlov im Norden, Zlín, U Majáku und Salaš im Nordosten, Bohuslavice u Zlína im Osten, Šarovy im Süden, Komárov im Südwesten, Leopoldov und Pohořelice im Westen sowie Karlovice im Nordwesten.

## Geschichte
Die erste schriftliche Erwähnung von Lhota erfolgte 1362 im Zusammenhang mit der Entrichtung des Brückengeldes in der Königsstadt Hradiště. Im Jahre 1378 war Lhota der Sitz des Vladiken Vojtěch von Šarov. Sein Nachfahre Oneš von Šarov übereignete das Gut 1415 den Brüdern Hynko und Bohuš von Šonvald, die Lhota an ihre Herrschaft Malenovice anschlossen.
Ab 1670 wurde das aus 35 Anwesen bestehende Dorf zur Unterscheidung von einem wenige Kilometer nördlich befindlichen gleichnamigen Ort als Hruba Lhota und 1672 als Lhota Maior bezeichnet. Seit 1718 ist der deutsche Name Gross Lhota nachweisbar. Im Jahre 1780 bestand das Dorf aus 41 Wirtschaften. Das älteste Ortssiegel stammt von 1781. Der Hof wurde 1783 an 25 Podsedeken aufgeteilt. Bis zur Mitte des 19. Jahrhunderts blieb Lhota immer nach Malenovice untertänig.
Nach der Aufhebung der Patrimonialherrschaften bildete Lhota ab 1850 eine Gemeinde in der Bezirkshauptmannschaft Holešov und dem Gerichtsbezirk Napajedla. Ab 1855 gehörte die Gemeinde zum Bezirk Napajedla und ab 1869 zum Bezirk Uherské Hradiště. Ein Großfeuer zerstörte im Juli 1866 zwei Drittel des Dorfes, darunter auch die Schule. Im selben Jahre schleppten preußische Truppen die Cholera ein. Seit 1872 wurde die Gemeinde als Velká Lhota bezeichnet. Im Jahre 1900 wurde die Kirche geweiht. Nachdem bei einem weiteren Großbrand im Jahre 1901 acht Häuser und eine Scheune niedergebrannt waren, gründete sich 1903 die Freiwillige Feuerwehr. Bis 1910 war Velká Lhota nach Malenovice gepfarrt, nach dem Bau eines Pfarrhauses entstand die katholische Pfarre Velká Lhota. Die Straße nach Karlovice wurde 1912 errichtet, im Jahr darauf folgte die Straße nach Březolupy. Seit 1925 trägt die Gemeinde den Namen Lhota, wobei der Ort ursprünglich als Lhota u Malenovic bezeichnet wurde. Im März 1925 begann im Zuge der Bodenreform die Aufteilung des Gutes Malenovice. Am 1. Dezember 1930 kaufte die Gemeinde 42 Hektar Wald des Gutes Malenovice. Zu dieser Zeit bestand das Dorf aus 179 Häusern und hatte 820 Einwohner.
1935 wurde die Gemeinde dem neu geschaffenen politischen und Gerichtsbezirk Zlín zugeordnet. In den letzten Tagen des Zweiten Weltkrieges lag Lhota an der Front und der Wald zwischen Karlovice, Lhota und Malenovice wurde vermint. Am 2. Mai 1945 nahm die Rumänische Armee Lhota ein. Ab 1950 gehörte die Gemeinde zum Okres Gottwaldov-okolí und ab 1960 wieder zum Okres Gottwaldov, der nach der politischen Wende seit 1990 wieder den Namen Okres Zlín trägt. Im Jahre 1980 wurde Lhota nach Gottwaldov eingemeindet und bildete den Stadtbezirk Gottwaldov-Lhota. Im Jahre 1990 löste sich Lhota wieder von Zlín los.

## Ortsgliederung
Für die Gemeinde Lhota sind keine Ortsteile ausgewiesen.

## Sehenswürdigkeiten
- Kirche der hl. Anna, erbaut 1900. Sie wurde 1910 zur Pfarrkirche erhoben und ist heute eine der beiden Pfarrkirchen der vereinigten katholischen Pfarre Malenovice-Lhota.
- Nischenkapelle
- Wallfahrtskapelle Svatá voda an der gleichnamigen Quelle, errichtet 1854 im Wald nordwestlich des Dorfes
- Gedenkstein Smrt tří žen am Wegekreuz zwischen Svatá voda und Karlovice, er entstand 2001 und erinnert an den Tod dreier Frauen aus Karlovice durch eine Tretmine im Jahre 1945
- Gedenkstein für den Bürgermeister und Feuerwehrkommandanten Václav Válek aus Karlovice, er starb am 2. Mai 1945 bei der Beseitigung einer Panzermine östlich der Kreuzung